# 얼티밋 스파이더맨 (애니메이션)
《얼티밋 스파이더맨》(Ultimate Spider-Man)은 미국 디즈니 XD에서 2012년 4월 1일부터 2017년 1월 7일까지 방송중한 스파이더맨의 TV 애니메이션이다. 대한민국에서는 디즈니 채널과 투니버스를 포함해 함께 방영했다.

## 등장인물
스파이더맨/ 피터 파커
성우 - / 남도형
평범한 천재 고등학생으로 슈퍼거미에게 물려 초능력을 얻게되어 스파이더맨이라는 영웅이된다.
화이트 타이거 / 에바
성우 - /
파워맨 / 루크
성우 - / 이광수
아이언피스트
설원에서 수련하고 온 왕족
노바
닉 퓨리
성우 - / 이봉준
쉴드의 국장
조나 제임슨
성우 - / 김환진
신문사 사장으로 스파이더맨이 영웅이되는걸 인정할 수 없어 매일 시민들에게 기사와 방송으로 스파이더맨은 악당이라고 비난한다.
해리오스본
피터 파커(스파이더맨)의 절친한 친구
노먼 오스본
해리오스본의 아버지
메리 제인
피터 파커(스파이더맨)의 같은 학교친구
닥터 옥타비우스(옥터포스)
성우 - / 정재헌
스파이더맨의 악당으로 문어처럼 기계 촉수를 달고다니는 미치광이 과학자 스파이더맨의 피를 이용해서 베놈을 만든다.